# Place de l'Étoile
Place de l'Étoile (franska: La place de l'Étoile) är den franske författaren Patrick Modianos debutroman, utgiven 1968. Den utkom i svensk översättning i Panacheserien år 1970.
Romanen är en uppgörelse med Frankrike och Paris under den tyska ockupationen. Berättarstilen anknyter till den nya romanen, med snabba kast mellan olika stilnivåer och scener. Huvudperson är en ung judisk man vars identitet ständigt byter skepnad.